# VATSIM

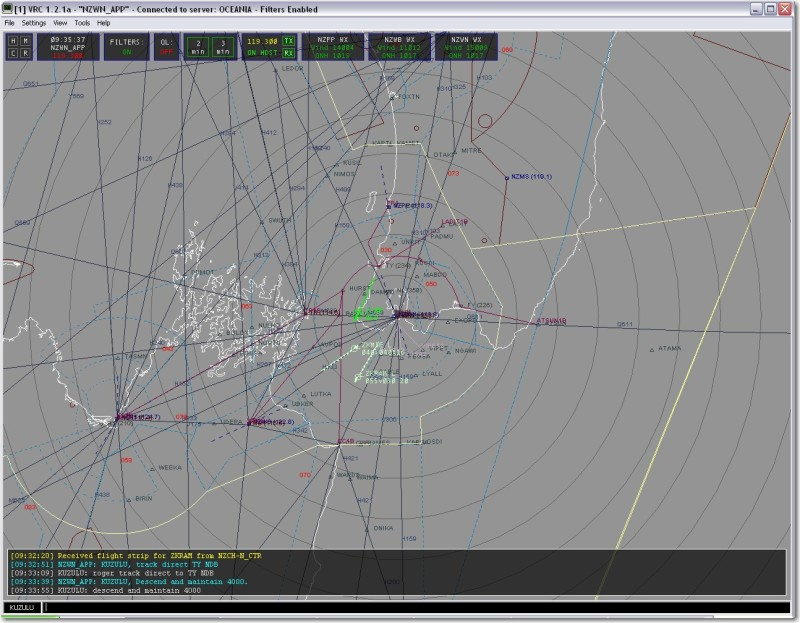
Captura de pantalla de la VATSIM.

VATSIM (siglas en inglés de Red Virtual de Simulación de Tráfico Aéreo, Virtual Air Traffic Simulation Network) es el nombre de una red de usuarios de simuladores de vuelo cuyo objetivo es reproducir del modo más realista posible el tráfico aéreo virtual, mediante la conexión a Internet.
El usuario de VATSIM puede conectarse como piloto, mediante su simulador de vuelo, o bien como controlador, para lo cual dispone de un software que reproduce los radares de control de tráfico aéreo. En ambos casos, es necesario un software adicional para la conexión a la red.
VATSIM está dividido en 7 regiones: África y Oriente Medio; Asia, Europa; América Central, Caribe y México; Norteamérica; Oceanía, y Sudamérica. Cada una de estas divisiones cuenta con diversas Áreas de Control Virtual, llamadas VACC, generalmente correspondientes a los diversos países.
La pertenencia a las redes de VATSIM y su uso son gratuitos y libres, aunque están sujetos a diversas regulaciones, cuyo incumplimiento acarrea la suspensión y eventualmente la expulsión del usuario. Los pilotos están obligados a presentar un plan previo de vuelo y a seguir en todo momento las indicaciones del controlador. 
Por su parte, el controlador debe acreditar un nivel suficiente de inglés y realizar exámenes teóricos y prácticos que le permitan ascender de grado, desde estudiante hasta supervisor.

## Regiones y divisiones de VATSIM
- vatsim.net: Página web oficial de VATSIM.

África y Medio Oriente
- VATAME: División de VATSIM en África y el Oriente Medio.
- VATSAF: División de VATSIM en Sudáfrica.
- VATIL: División de VATSIM en Israel.

Asia
- VATASIA: División de VATSIM en Asia.

Europa
- VATSPA: División de VATSIM en España.
- VATEUR: División de VATSIM en Europa.
- VATEUD: División de VATSIM en Europa.
- VATRUS: División de VATSIM en Rusia.
- VATUKD: División de VATSIM en el Reino Unido.

Oceanía
- VATPAC: División de VATSIM en Oceanía.

Norte América
- VATCAN: División de VATSIM en Canadá.
- VATUSA: División de VATSIM en Estados Unidos.
- VATMEX: División de VATSIM en México.

Centroamérica
- VATCAMC: División de VATSIM en América Central.
- VATCA: División de VATSIM en América Central.
- VATCAR (enlace roto disponible en Internet Archive; véase el historial, la primera versión y la última).: División de VATSIM en el Caribe.

Sur América
- VATSA: Región de VATSIM en Sudamérica (incluye VATSUR y VATBRZ).
- VATSUR: División de VATSA en Sudamérica.
- VATBRZ: División de VATSA en Brasil.